# Gran Premio motociclistico di Francia 1977
Il Gran Premio motociclistico di Francia fu il sesto appuntamento del motomondiale 1977. Si svolse il 29 maggio 1977 sul circuito Paul Ricard, e corsero tutte le classi tranne la 50.
Quarta vittoria stagionale in classe 500 per Barry Sheene davanti a Giacomo Agostini.
Nella classe 350 vittoria per Takazumi Katayama con distacco di oltre 20 secondi sugli inseguitori.
La classe 250 fu un "affare di famiglia": primo Jon Ekerold e secondo il cognato Alan North. Ritirate tutte e tre le Kawasaki, mentre in casa Harley-Davidson la situazione non mostrò miglioramenti rispetto alla gara precedente (Walter Villa fu 23º in 250 e non qualificato in 350; Franco Uncini si ritirò in 250 e cadde nel giro di allineamento in 350).
Pier Paolo Bianchi si aggiudicò la gara della classe 125 dopo una lotta con Eugenio Lazzarini. Ángel Nieto mancò la qualificazione.
Nei sidecar Alain Michel vinse la sua prima gara iridata (primo sidecarista francese a riuscirci). Ritirato Rolf Biland e non qualificato il campione uscente Rolf Steinhausen.

## Classe 500

### Arrivati al traguardo
| Pos | Pilota                | Moto   | Tempo      | Punti |
| --- | --------------------- | ------ | ---------- | ----- |
| 1   | Barry Sheene          | Suzuki | 48' 00" 73 | 15    |
| 2   | Giacomo Agostini      | Yamaha | +3" 34     | 12    |
| 3   | Steve Baker           | Yamaha | +15" 64    | 10    |
| 4   | Gianfranco Bonera     | Suzuki | +18" 17    | 8     |
| 5   | Philippe Coulon       | Suzuki | +19" 74    | 6     |
| 6   | Steve Parrish         | Suzuki | +23" 77    | 5     |
| 7   | Teuvo Länsivuori      | Suzuki | +30" 48    | 4     |
| 8   | Virginio Ferrari      | Suzuki | +30" 68    | 3     |
| 9   | Armando Toracca       | Suzuki | +40" 89    | 2     |
| 10  | Pat Hennen            | Suzuki | +55" 55    | 1     |
| 11  | Christian Estrosi     | Suzuki | +1' 00" 25 |       |
| 12  | Boet van Dulmen       | Suzuki | +1' 10" 77 |       |
| 13  | Warren Willing        | Yamaha | +1' 12" 95 |       |
| 14  | John Woodley          | Suzuki | +1' 55" 22 |       |
| 15  | Gianni Rolando        | Suzuki | +2' 07" 59 |       |
| 16  | Jean-Philippe Orban   | Suzuki | +1 giro    |       |
| 17  | Helmut Kassner        | Suzuki | +1 giro    |       |
| 18  | Markku Matikainen     | Suzuki | +1 giro    |       |
| 19  | Carlos de San Antonio | Suzuki | +1 giro    |       |

### Ritirati
| Pilota             | Moto   | Motivo ritiro |
| ------------------ | ------ | ------------- |
| Michel Rougerie    | Suzuki |               |
| Marco Lucchinelli  | Suzuki |               |
| Nico Cereghini     | Suzuki |               |
| Wil Hartog         | Suzuki |               |
| Anton Mang         | Suzuki |               |
| John Williams      | Suzuki |               |
| Bernard Fau        | Suzuki |               |
| Stu Avant          | Suzuki |               |
| André Pogolotti    | Suzuki |               |
| Hervé Moineau      | Suzuki |               |
| John Newbold       | Suzuki |               |
| Max Wiener         | Suzuki |               |
| Alex George        | Suzuki |               |
| Karl Auer          | Yamaha |               |
| Børge Nielsen      | Suzuki |               |
| Graziano Rossi     | Suzuki |               |
| Claude Ben El Hadj | Suzuki |               |

### Non partito
| Pilota       | Moto   |
| ------------ | ------ |
| Daniel Rouge | Yamaha |

### Non qualificati
| Pilota             | Moto   |
| ------------------ | ------ |
| Hans-Otto Butenuth | Yamaha |
| Kaj Jensen         | Yamaha |
| Duran              |        |
| Eric Offenstadt    |        |
| Alain Pujo         | Yamaha |
| Pieraldo Cipriani  | Paton  |
| Cesare Naeli       | Suzuki |
| Olivier Dillemann  |        |
| Ingo Riemer        | Suzuki |
| Jack Findlay       | Suzuki |

## Classe 350

### Arrivati al traguardo
| Pos | Pilota             | Moto   | Tempo      | Punti |
| --- | ------------------ | ------ | ---------- | ----- |
| 1   | Takazumi Katayama  | Yamaha | 49' 23" 00 | 15    |
| 2   | Jon Ekerold        | Yamaha | +24" 77    | 12    |
| 3   | Bruno Kneubühler   | Yamaha | +44" 44    | 10    |
| 4   | Vic Soussan        | Yamaha | +48" 49    | 8     |
| 5   | Eero Hyvärinen     | Yamaha | +48" 78    | 6     |
| 6   | John Dodds         | Yamaha | +49" 80    | 5     |
| 7   | Tom Herron         | Yamaha | +54" 68    | 4     |
| 8   | Olivier Chevallier | Yamaha | +1' 04" 55 | 3     |
| 9   | Pekka Nurmi        | Yamaha | +1' 04" 97 | 2     |
| 10  | John Newbold       | Yamaha | +1' 13" 71 | 1     |
| 11  | Giacomo Agostini   | Yamaha | +1' 38" 90 |       |
| 12  | Jean-Claude Hogrel | Yamaha | +2' 04" 15 |       |
| 13  | Børge Nielsen      | Yamaha | +2' 09" 55 |       |
| 14  | Thierry Espié      | Yamaha | +2' 20" 82 |       |
| 15  | Helmut Kassner     | Yamaha | +3' 05" 02 |       |
| 16  | Bernard Fau        | Yamaha | +1 giro    |       |
| 17  | Ken Nemoto         | Yamaha | +1 giro    |       |
| 18  | Pierre Soulas      | Yamaha | +1 giro    |       |
| 19  | Roland Faesser     | Yamaha | +1 giro    |       |
| 20  | Pierre Tocco       | Yamaha | +1 giro    |       |

### Ritirati
| Pilota               | Moto              | Motivo ritiro |
| -------------------- | ----------------- | ------------- |
| Patrick Pons         | Yamaha            |               |
| Alan North           | Yamaha            |               |
| Éric Saul            | Yamaha            |               |
| Vanes Francini       | Yamaha            |               |
| Michel Frutschi      | Yamaha            |               |
| Michel Rougerie      | Yamaha            |               |
| Giuseppe Consalvi    | Yamaha            |               |
| Tapio Virtanen       | Yamaha            |               |
| Roland Freymond      | Yamaha            |               |
| Raymond Roche        | Yamaha            |               |
| Christian Sarron     | Yamaha            |               |
| Karl Auer            | Yamaha            |               |
| Jean-Claude Meilland | Yamaha            |               |
| Mario Lega           | Bakker-Morbidelli |               |
| Sven Andersson       | Yamaha            |               |
| Markku Matikainen    | Yamaha            |               |
| Pentti Korhonen      | Yamaha            |               |

### Non partito
| Pilota        | Moto            |
| ------------- | --------------- |
| Franco Uncini | Harley-Davidson |

### Non qualificati
| Pilota        | Moto            |
| ------------- | --------------- |
| Víctor Palomo | Yamaha          |
| Walter Villa  | Harley-Davidson |

## Classe 250

### Arrivati al traguardo
| Pos | Pilota             | Moto            | Tempo      | Punti |
| --- | ------------------ | --------------- | ---------- | ----- |
| 1   | Jon Ekerold        | Yamaha          | 46' 29" 19 | 15    |
| 2   | Alan North         | Yamaha          | +6" 05     | 12    |
| 3   | Vic Soussan        | Yamaha          | +6" 70     | 10    |
| 4   | Mario Lega         | Morbidelli      | +7" 12     | 8     |
| 5   | Guy Bertin         | Yamaha          | +16" 86    | 6     |
| 6   | Bruno Kneubühler   | Yamaha          | +19" 78    | 5     |
| 7   | Tom Herron         | Yamaha          | +22" 99    | 4     |
| 8   | Takazumi Katayama  | Yamaha          | +24" 63    | 3     |
| 9   | Eero Hyvärinen     | Yamaha          | +34" 16    | 2     |
| 10  | John Dodds         | Yamaha          | +38" 71    | 1     |
| 11  | Éric Saul          | Yamaha          | +39" 75    |       |
| 12  | Olivier Chevallier | Yamaha          | +40" 17    |       |
| 13  | Pekka Nurmi        | Yamaha          | +46" 99    |       |
| 14  | Jean-Claude Hogrel | Yamaha          | +1' 10" 46 |       |
| 15  | Clive Horton       | Yamaha          | +1' 10" 76 |       |
| 16  | Alain Beraud       | Yamaha          | +1' 11" 43 |       |
| 17  | Pascal Renaudat    | Harley-Davidson | +1' 31" 37 |       |
| 18  | Roland Faesser     | Yamaha          | +1' 31" 66 |       |
| 19  | Franco Solaroli    | Yamaha          | +1' 33" 04 |       |
| 20  | Ken Nemoto         | Yamaha          | +1' 42" 74 |       |
| 21  | Pierre Guy         | Yamaha          | +2' 06" 85 |       |
| 22  | Bruno Briquet      | Yamaha          | +2' 13" 25 |       |
| 23  | Walter Villa       | Harley-Davidson | +3 giri    |       |
| 24  | Guy Battesti       | Yamaha          | +4 giri    |       |

### Ritirati
| Pilota              | Moto            | Motivo ritiro |
| ------------------- | --------------- | ------------- |
| Barry Ditchburn     | Kawasaki        |               |
| Akihiko Kiyohara    | Kawasaki        |               |
| Christian Sarron    | Yamaha          |               |
| Aldo Nannini        | Yamaha          |               |
| Michel Frutschi     | Yamaha          |               |
| Franco Uncini       | Harley-Davidson |               |
| Mick Grant          | Kawasaki        |               |
| Jean-François Baldé | Yamaha          |               |
| Denis Boulom        | Yamaha          |               |
| Pentti Korhonen     | Yamaha          |               |
| Philippe Bouzanne   | Yamaha          |               |
| Patrick Pons        | Yamaha          |               |

### Non qualificati
| Pilota             | Moto       |
| ------------------ | ---------- |
| Sauro Pazzaglia    | Yamaha     |
| Chas Mortimer      | Yamaha     |
| Víctor Palomo      | Yamaha     |
| Pierluigi Conforti | Morbidelli |
| Giovanni Ziggiotto | Yamaha     |
| Giovanni Pelletier | Yamaha     |

## Classe 125

### Arrivati al traguardo
| Pos | Pilota                 | Moto       | Tempo      | Punti |
| --- | ---------------------- | ---------- | ---------- | ----- |
| 1   | Pier Paolo Bianchi     | Morbidelli | 43' 08" 68 | 15    |
| 2   | Eugenio Lazzarini      | Morbidelli | +17" 34    | 12    |
| 3   | Harald Bartol          | Morbidelli | +1' 16" 57 | 10    |
| 4   | Gert Bender            | Bender     | +1' 47" 51 | 8     |
| 5   | Jean-Louis Guignabodet | Morbidelli | +1' 48" 88 | 6     |
| 6   | Giovanni Ziggiotto     | Morbidelli | +1' 50" 81 | 5     |
| 7   | Sauro Pazzaglia        | Morbidelli | +1' 51" 35 | 4     |
| 8   | Juliaan Vanzeebroeck   | Morbidelli | +2' 03" 09 | 3     |
| 9   | Maurizio Massimiani    | Morbidelli | +2' 03" 72 | 2     |
| 10  | Pierluigi Conforti     | Morbidelli | +2' 07" 34 | 1     |
| 11  | Walter Koschine        | Morbidelli | +2' 23" 58 |       |
| 12  | Yves Dupont            | Morbidelli | +2' 27" 29 |       |
| 13  | Matti Kinnunen         | Morbidelli | +1 giro    |       |
| 14  | Thierry Noblesse       | Morbidelli | +1 giro    |       |
| 15  | François Granon        | Morbidelli | +1 giro    |       |
| 16  | Enrico Cereda          | Morbidelli | +1 giro    |       |
| 17  | Patrick Hérouard       | Morbidelli | +1 giro    |       |
| 18  | Horst Seel             | Seel       | +1 giro    |       |
| 19  | Ernst Fagerer          | Morbidelli | +1 giro    |       |
| 20  | Laurent Gomis          | Morbidelli | +1 giro    |       |
| 21  | Claude Gorry           | Morbidelli | +1 giro    |       |
| 22  | Luigi Rinaudo          | Morbidelli | +1 giro    |       |
| 23  | Gilles Delente         | Morbidelli | +1 giro    |       |
| 24  | Patrick Galland        | Morbidelli | +1 giro    |       |
| 25  | Hagen Klein            | Morbidelli | +1 giro    |       |
| 26  | Werner Schmied         | Rotax      | +1 giro    |       |
| 27  | Guido Mancini          | Morbidelli | +1 giro    |       |

### Ritirati
| Pilota                  | Moto       | Motivo ritiro |
| ----------------------- | ---------- | ------------- |
| Anton Mang              | Morbidelli |               |
| Pieraldo Cipriani       | Morbidelli |               |
| Per-Edvard Carlsson     | Morbidelli |               |
| Stefan Dörflinger       | Morbidelli |               |
| Jacky Hutteau           | Morbidelli |               |
| Italo Zerbini           | Morbidelli |               |
| Xaver Tschannen         | Bender     |               |
| Auno Hakala             | Morbidelli |               |
| Ermanno Giuliano        | Morbidelli |               |
| Claude Willette         | Morbidelli |               |
| Marc-Antoine Constantin | Morbidelli |               |

### Non qualificati
| Pilota             | Moto       |
| ------------------ | ---------- |
| Willy Pérez        | Yamaha     |
| Peter van Niel     | Morbidelli |
| Germano Zanetti    | Morbidelli |
| Manfred Kugler     | Morbidelli |
| Jean-Claude Selini | Morbidelli |
| Daniel Roche       | Morbidelli |
| Jan Ubels          | Buton      |
| Pierre Cecchini    | Maico      |
| Bernard Otto       | Maico      |
| Rino Pretelli      | Morbidelli |
| Ángel Nieto        | Bultaco    |
| Gérard Boniou      | Morbidelli |
| Bruno di Carlo     | Morbidelli |
| Jacques Collas     | Morbidelli |
| Jorge Navarette    | Bultaco    |
| János Drapál       | Morbidelli |

## Classe sidecar
28 equipaggi alla partenza, 21 al traguardo.

### Arrivati al traguardo
| Pos | Pilota               | Passeggero                | Moto          | Tempo      | Punti |
| --- | -------------------- | ------------------------- | ------------- | ---------- | ----- |
| 1   | Alain Michel         | Gérard Lecorre            | GEP-Yamaha    | 42' 35" 36 | 15    |
| 2   | George O'Dell        | Kenny Arthur              | Seymaz-Yamaha | +35" 56    | 12    |
| 3   | Helmut Schilling     | Rainer Gundel             | Schmid-Yamaha | +44" 71    | 10    |
| 4   | Hermann Schmid       | Martial Jean-Petit-Matile | Schmid-Yamaha | +48" 00    | 8     |
| 5   | Göte Brodin          | Bengt Forsberg            | Windle-Yamaha | +48" 31    | 6     |
| 6   | Siegfried Schauzu    | Wolfgang Kalauch          | Schmid-Yamaha | +2' 07" 59 | 5     |
| 7   | Jean-François Monnin | Edouard Weber             | Seymaz-Yamaha | +2' 10" 29 | 4     |
| 8   | Yvan Trolliet        | Pierre Muller             | Yamaha        | +2' 14" 78 | 3     |
| 9   | Dick Greasley        | Mick Skeels               | Windle-Yamaha | +2' 19" 35 | 2     |
| 10  | Max Venus            | Norman Bittermann         | Eckl-König    | +2' 25" 43 | 1     |
| 11  | Michel Chevassier    | Max Gross                 | Yamaha        | +1 giro    |       |
| 12  | Hans-Peter Hubacher  | Pudu Dubach               | Yamaha        | +1 giro    |       |
| 13  | Ted Jansen           | Erich Schmitz             | Colyam-Yamaha | +1 giro    |       |
| 14  | Herbert Prügl        | Johann Kußberger          | Rotax         | +1 giro    |       |
| 15  | Marc Alexandre       | Paul Gerard               | Kova-König    | +1 giro    |       |

### Ritirati
| Pilota           | Passeggero     | Moto          | Motivo ritiro |
| ---------------- | -------------- | ------------- | ------------- |
| Rolf Biland      | Williams       | Schmid-Yamaha |               |
| Bruno Holzer     | Karl Meierhans | LCR-Yamaha    |               |
| Ernst Trachsel   | "Agner"        | Schmid-Yamaha |               |
| Werner Schwärzel | Andreas Huber  | ARO-Fath      |               |

## Fonti e bibliografia
- (EN) Chris Carter (a cura di), Motocourse 1977-78, Richmond, Surrey, Hazleton Securities Ltd, 1977,  p. 85, ISBN 0-905138-04-X.